# Suboestophora
Suboestophora é um género de gastrópode  da família Hygromiidae.
Este género contém as seguintes espécies:
- Suboestophora altamirai (Ortiz de Zárate López, 1962)
- Suboestophora boscae (Hidalgo, 1869)
- Suboestophora ebria Corbella i Alonso, 2004
- Suboestophora gasulli (Ortiz de Zárate Rocandio & Ortiz de Zárate López, 1961)
- Suboestophora hispanica (Gude, 1910)
- Suboestophora jeresae (Ortiz de Zárate López, 1962)
- Suboestophora kuiperi (Gasull, 1966)
- Suboestophora tarraconensis (Aguilar-Amat, 1935)